# 颅指数

从头顶上方观察的颅指数示意图

颅指数（英語：cephalic index），或称为头颅指数、头指数、颅长宽指数等，是通指动物头颅的最大宽度（双顶径，简称）与最大长度（枕额径，简称）之间的比例关系，即最大宽度与最大长度之比再乘以100。20世纪初时颅指数常被用来对人类进行分类，而如今曾主要用于狗、猫等动物品种分类。

## 早期人类学中的应用

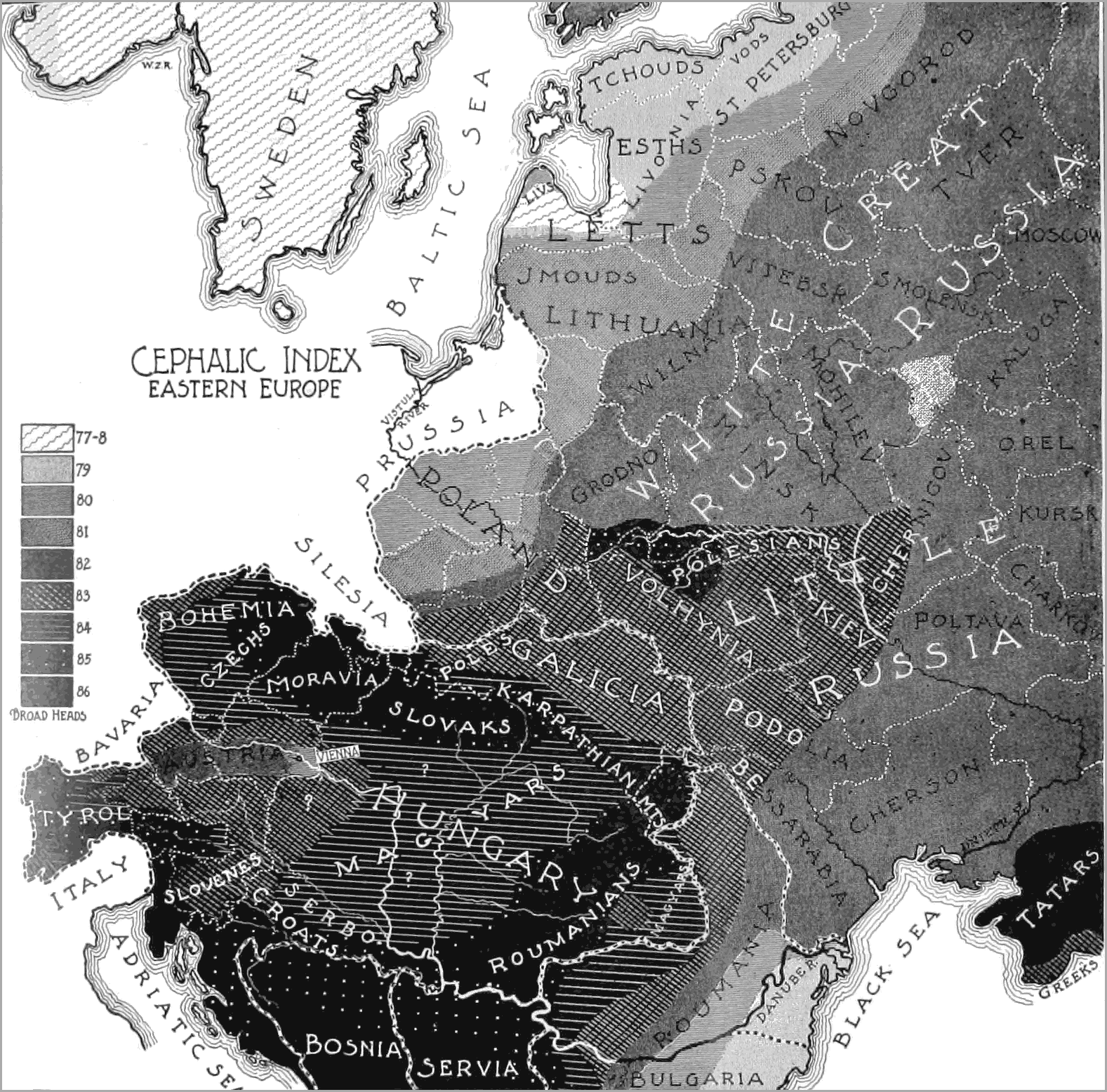
1898年东欧地区颅指数地图

20世纪初，人类学家常使用颅指数对人群进行分类。它还被用来描述个人的外型或估算胎儿的年龄。
瑞典解剖学家安德斯·雷丘斯最早提出了颅指数，并将其用于体质人类学以对欧洲发现的古代人类遗骸进行分类。该理论与19世纪至20世纪初种族人类学的发展密切相关，当时的历史学家试图根据古代遗骸的种族划分来研究不同种族的人口迁徒。美国人类学家卡尔顿·S·库恩曾于1960年代使用过颅指数，不过那时这一指数已基本上被学术界所弃用。

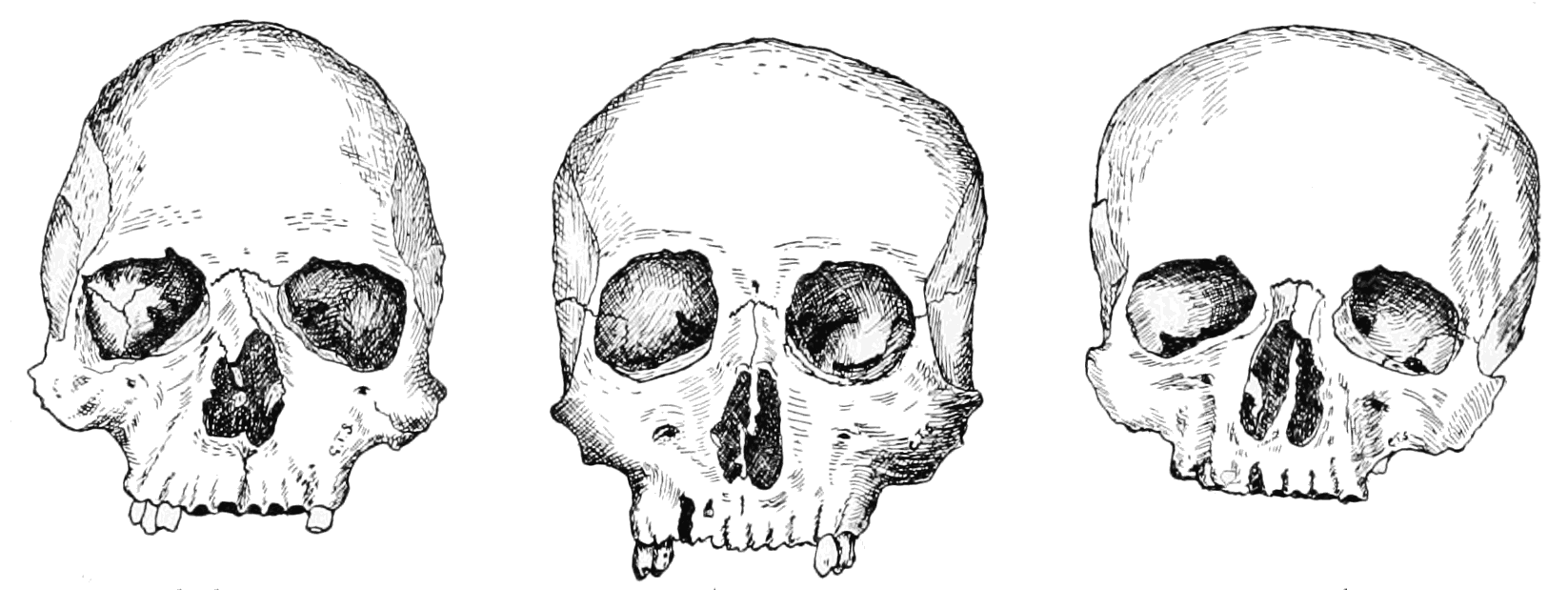
不同颅形的颅指数。左：长颅型，颅指数71.4；中：中颅型，颅指数81；右：短颅型，颅指数85。

根据颅指数模型，人类可被分为长颅型、中颅型、短颅型（或称圆颅型）：

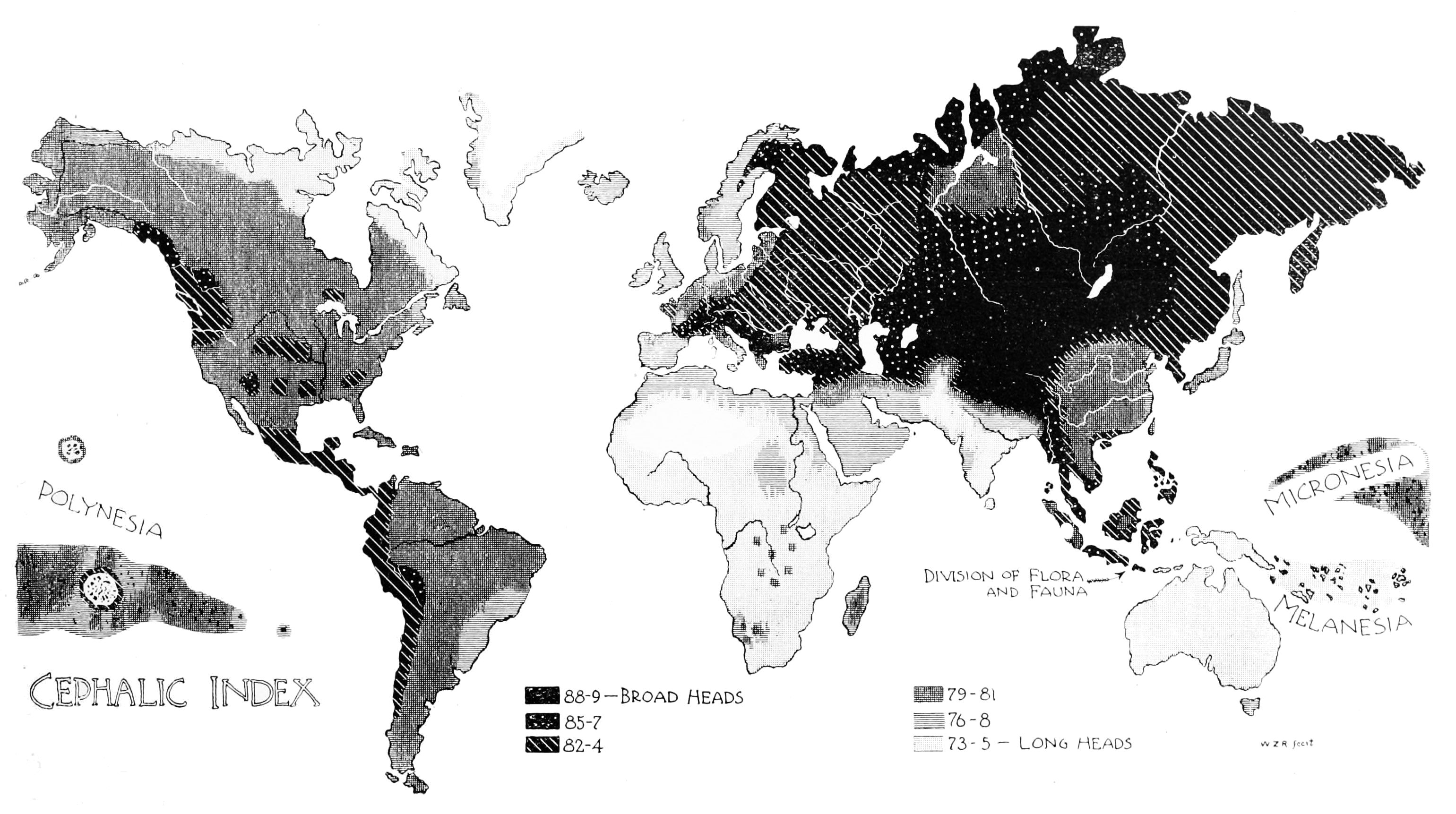
1896年世界颅指数地图

| 女性   | 男性   | 分类   | 英文名                                    |
| ------ | ------ | ------ | ----------------------------------------- |
| < 75   | < 75.9 | 长颅型 | dolichocephalic                           |
| 75至83 | 76至81 | 中颅型 | mesaticephalic；mesocephalic；mesocranial |
| > 83   | > 81.1 | 短颅型 | brachycephalic；brachycranial             |

### 争议
意大利人类学家朱塞佩·塞吉曾质疑过颅指数的实用性，他认为颅骨形态才是区分种族的更好指标。此外，德国人类学家弗朗茨·博厄斯曾对1910年至1912年移民美国的孩童进行过研究，指出孩子的颅指数与其父母有显著差异，这意味着当地的环境条件对头型发育有显著影响。博厄斯指出，如果颅面特征在一代人中就具有如此大的可塑性，那么颅指数就不适用于定义种族或绘制祖先分布地图。不过他并没有声称颅骨是完全可塑的。美国体质人类学家欧内斯特·霍顿等学者则认为环境和遗传都会影响颅骨。
2002年，斯帕克斯（Sparks）和詹茨（Jantz）发表的一篇论文利用新的统计技术重新评估了博厄斯的原始数据，他们得出的结论认为头骨形状存在相对较高的遗传成分。哥伦比亚大学的拉尔夫·霍洛威 (Ralph Holloway) 认为，这项研究提出了新的问题，即头骨形状的变异是否具有适应性意义，同时在这一特征上是否可能存在常态化选择（normalizing selection），其中超长颅型和超短颅型两个极端都处于轻微的选择性劣势。
2003年，人类学家克拉伦斯·C·格拉夫利（Clarence C. Gravlee）、H·拉塞尔·伯纳德（H. Russell Bernard）和威廉·R·伦纳德（William R. Leonard）重新分析了博厄斯的数据，他们认为博厄斯的大部分原始发现都是正确的。此外，他们应用新的计算机辅助的统计方法处理了博厄斯的数据，并发现了更多颅骨可塑性的证据。这几位学者还回顾了斯帕克斯和詹茨的分析，认为他们两人的研究歪曲了博厄斯的主张。例如，他们指出斯帕克斯和詹茨研究的是颅骨大小的变化与个人在美国停留时间的关系，用以检验环境对颅骨发育的影响。而博厄斯研究的则是颅骨大小的变化与母亲在美国停留时间的关系。他们认为博厄斯的方法更有说服力，因为产前环境是影响发育的重要因素。
此后，斯帕克斯和詹茨对格拉夫利等人做出了回应，重申博厄斯的发现缺乏生物学意义，并认为文献中常见的对博厄斯结论的解释在生物学上是不准确的。在后来的一项研究中，他们又发现博厄斯观察到的现象可能是特定人群环境影响（例如抱婴儿习俗的变化）的结果，而不是博厄斯所认为的某种一般“美国环境”对美国人口整体的颅骨发育造成了影响。

## 垂直颅指数
垂直颅指数（vertical cephalic index，又称为颅长高指数，是一种不太常见的颅骨测量指标。根据不同的垂直颅指数，人类可分为低颅型（chamaecranic）、中颅型（orthocranic）或高颅型（hypsicranic）。

## 医学
颅指数也在医学中使用，常用于颅骨畸形矫正的规划和有效性分析。该指数是评估临床环境中颅骨畸形形态的有用工具。在观察胎儿头部形状时也会使用颅指数，在某些情况下（例如臀先露、羊膜破裂、双胎妊娠）颅指数还可能会发生变化。

## 现代动物育种中的应用
颅指数可用于动物分类，尤其常用于对狗和猫品种的分类。

### 短头型动物

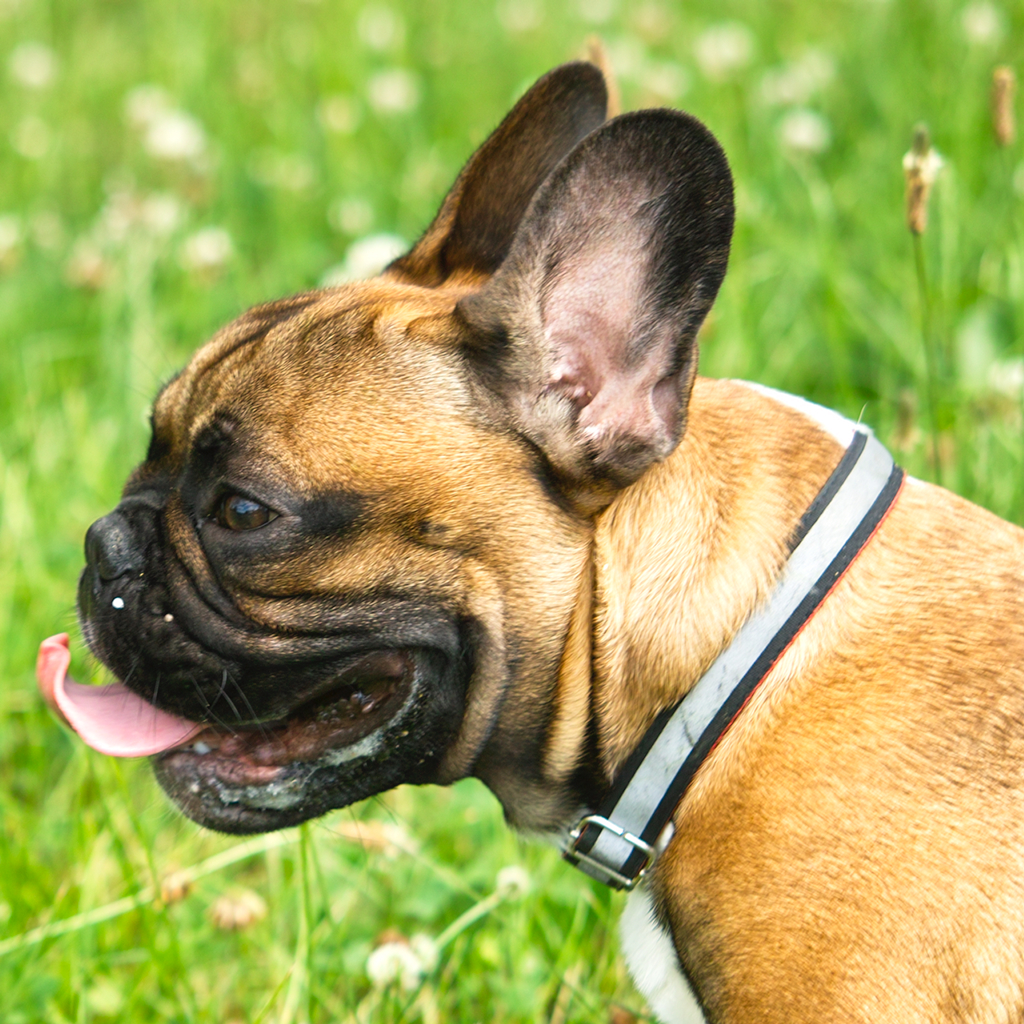
短头型法国斗牛犬，有明显的呼吸困难迹象。

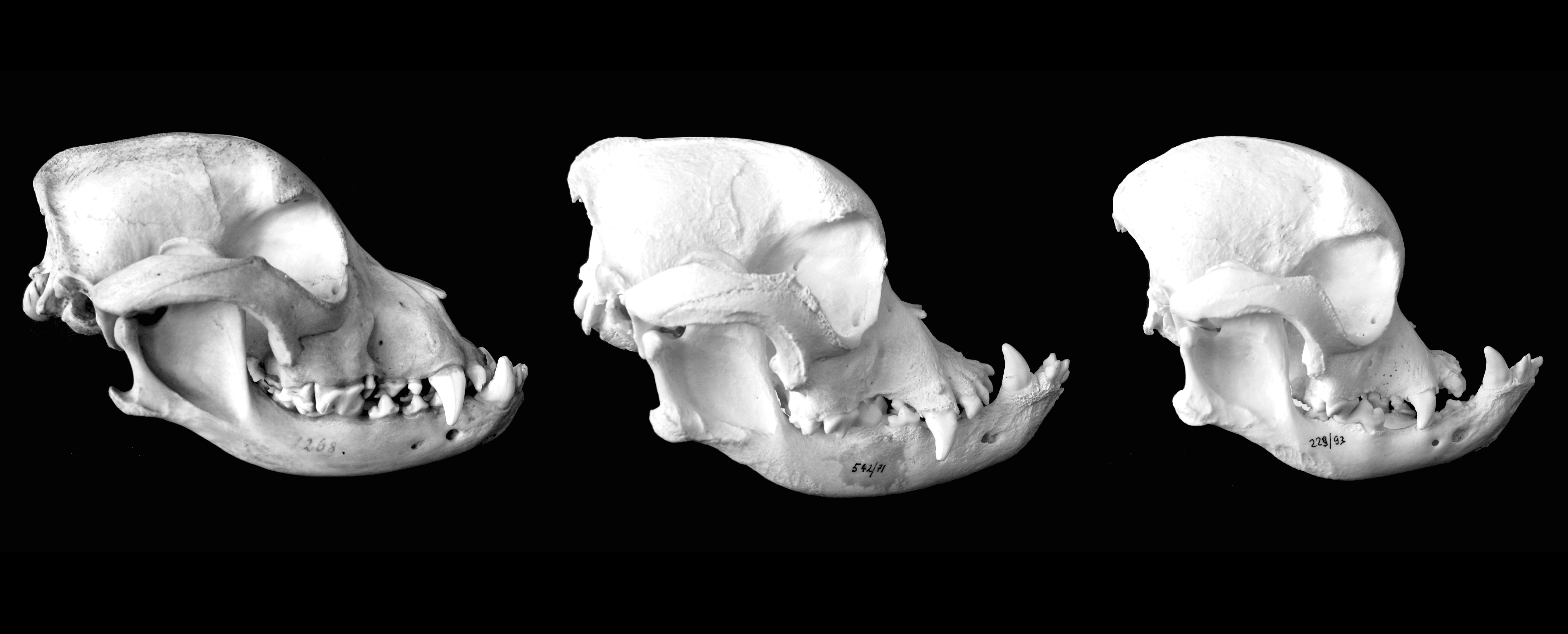
英国斗牛犬颅骨的演化。左：1900年–1920年；中：1963年–1971年；右：1985年–1993年。

短头型动物的颅骨相对宽且短，通常宽度至少为长度的80%。像巴哥犬之类的犬种有时会被划分为“极端短头型”。由于短头可能导致的短头阻塞性气道综合征等健康问题，以短头特征为目的的人工选育常被视为是一种折磨行为。

### 中头型动物

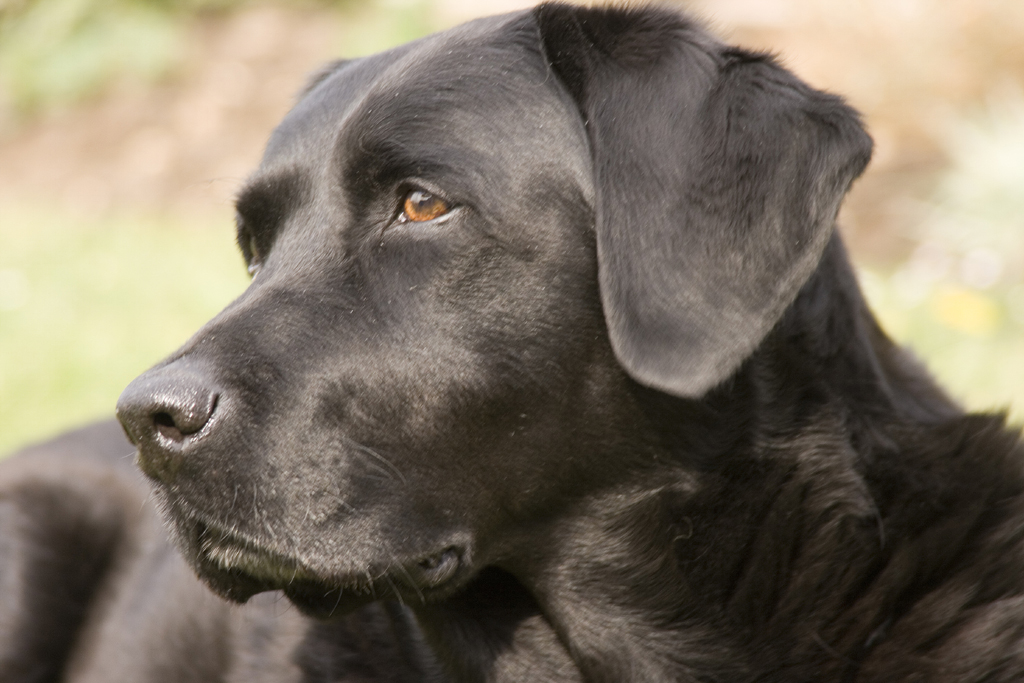
中头型拉布拉多犬

中头型动物的颅骨长度和宽度适中。中头颅骨不具有明显的短头颅骨或长头颅骨。

### 长头型动物

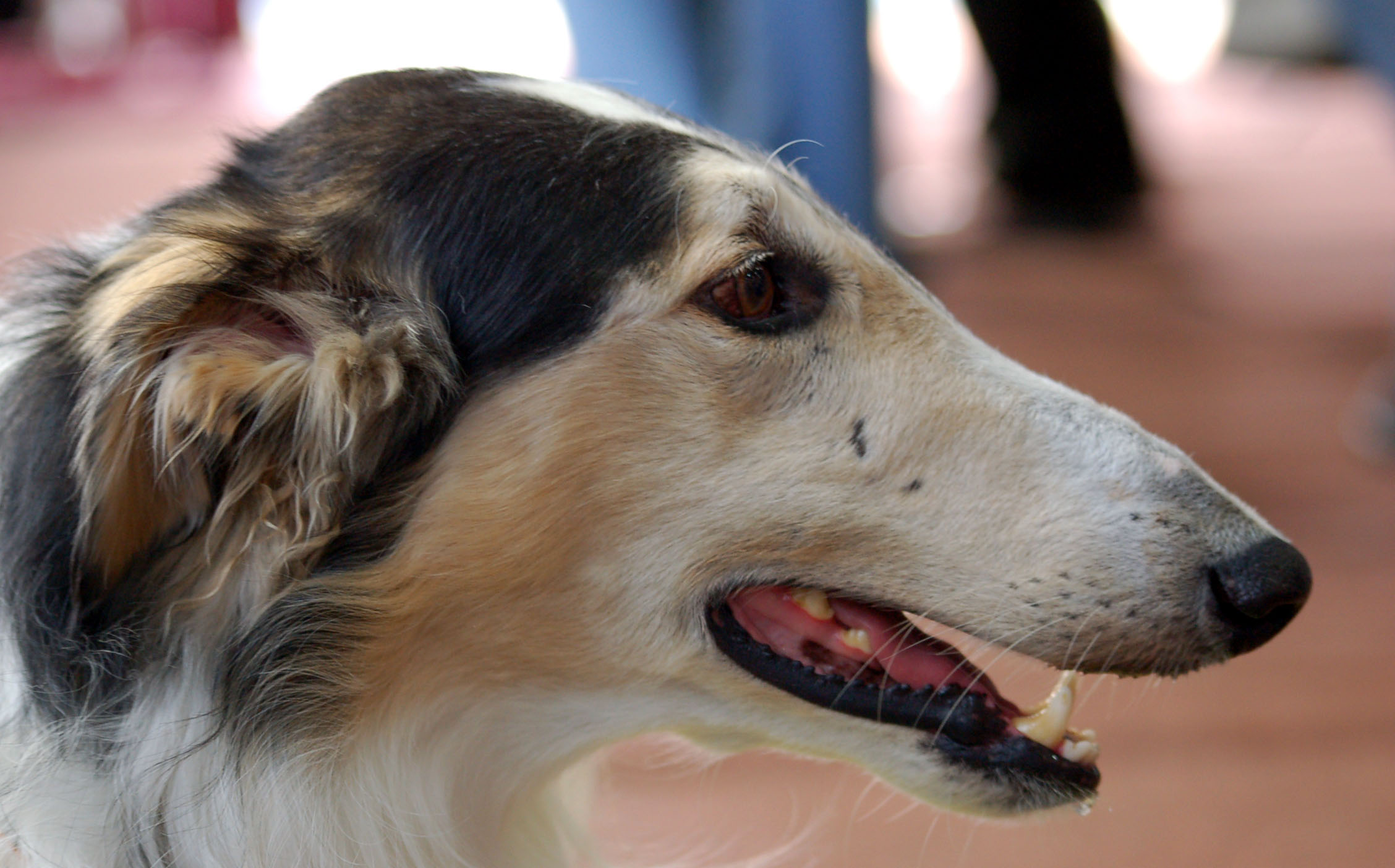
长头型苏俄牧羊犬

长头型动物的颅骨相对较长，通常宽度小于长度的80%或75%。